# Wilhelm Schaupp
Wilhelm Schaupp (* 3. Juni 1922; † 20. November 2005 in Grünwald) war ein deutscher Architekt, Bauingenieur, Hochschullehrer und Sachbuchautor. Bekannt wurde eine von ihm entwickelte Konstruktion, die hinterlüftete Fassaden betraf und in den DIN 18515 und 18516 ihren Niederschlag fand.

## Leben
Schaupp war seit 1957 Lehrbeauftragter und von 1959 bis 1970 Lehrstuhlinhaber an der Akademie der Bildenden Künste München.
Seit 1973 war er Ehrenmitglied der Akademie der Bildenden Künste.